# Lumpeguin
Lumpeguin (Lampeqin), Lumpeguini su vodeni duhovi ili male sirene iz abenačke mitologije Indijanaca Malecite i Passamaquoddy. U nekim pričama Lumpeguini imaju humanoidni oblik, dok u drugima imaju riblje repove. Kao i kod mnogih duhova prirode u indijanskom folkloru, lumpeguin potpada pod moć bilo koga tko ukrade njegovu magičnu odjeću. U nekim mitovima žene lumpeguina tražene su za supruge (od ljudi ili životinja) koji bi im zarobili odjeću. Za lumpeguine se često kaže da mogu stvarati hranu, pretvarajući zalogaj hrane u veliku gozbu, pekući kruh od snijega ili koristeći čarobni lonac za proizvodnju beskonačne količine hrane.
Ostale varijante imena: Lampeqin, Lampekwin, Lampeqinusqehs, Lumpegwen, Lampekwinoskwesis, Lumpagonosis, Lumpegwinosis, Alambegwiinosiis; u množini: Lampeqinuwok, Lumpeqinuwok, Lam-peg-win-wuk, Lampekwin'wuk, Lampekwinoskwiyik, Lumpegwenosi'suk, Lumpegwenosisuk, Alambaguenosisak,